# Jama otrzewnej
Jama otrzewnej (łac. cavitas peritonealis, cavum peritonei) – w anatomii człowieka potencjalna przestrzeń znajdująca się między otrzewną ścienną (peritoneum parietale) a otrzewną trzewną (peritoneum viscerale). U mężczyzn jest całkowicie zamknięta, u kobiet otwierają się do niej ujścia jajowodów, umożliwiając za pośrednictwem macicy i pochwy kontakt ze światem zewnętrznym.
U zdrowego człowieka jama otrzewnej zawiera niewielką objętość płynu surowiczego, w stanach patologii może gromadzić jego znaczne ilości (puchlina brzuszna). 